# High Society (노래)
〈High Society〉는 다중 선율로 된 멜로디로, 원래 1901년 4월 포터 스틸이 저작권을 가진 행진곡으로, 재즈 스탠더드의 시초 중 하나로 꼽히고 있다.
피콜로 오블리가토는 스틸이 첫 번째로 만든 버전에서는 찾아볼 수 없다. 이 곡은 1901년 후반부터 로버트 레커의 오케스트레이션에서 유래된 것으로 보인다. 루이지애나주의 뉴올리언스에서는 알폰세 피코우가 피콜로 부분을 클라리넷 부분으로 변형하여 개작하였으며, 이는 문서화된 최초의 재즈 솔로 중 하나로 꼽히기도 하였다. 피코우의 곡은 뉴올리언스에서 재즈 스탠더드가 되었다(즉흥성을 중시하는 형태). 피코우 직후의 세대부터 오늘날까지 많은 재즈 클라리넷 연주자들이 피코우의 솔로를 연주하거나 가깝게 따라하는 방식을 하였고, 때로는 코러스에 자신의 즉흥 연주를 넣기도 하였다. 피코우 자신은 만년에 키드 레나, 파파 셀레스틴과 녹음, 영화 촬영 등 여러 번을 함께 하였다. 찰리 파커가 이 즉흥적으로 연주하는 방식을 자주 사용하였다.
1911년, 〈High Society〉는 찰스 A. 프린스의 행진곡으로 녹음되었다. 재즈 형식의 녹음은 1923년 킹 올리버의 크리올 재즈 밴드가 처음 녹음하였으며, 클라리넷에 조니 도즈가 참여하였다. 제넷 레코드는 이 곡에 저작권이 있다는 것을 모르고, 조 올리버 원작으로 저작권을 제출하였다.
1920년대 월터 멜로즈는 저작권 사용료를 더 많이 차지 하기 위해 몇 개의 재즈에 작사가로 참여하였던 것처럼 가사를 추가하고 다시 출판하였다.